# Чорний оксамит (коктейль)
Чорний оксамит (англ. Black Velvet) — це пивний коктейль на основі стауту (часто марки Guinness) та білого ігристого вина, традиційно шампанського.
Напій вперше приготував бармен лондонського клубу Brooks's у 1861 році на знак скорботи за принцом Альбертом. Він мав на меті символізувати чорні або пурпурові пов'язки, що їх носили у скорботі.

## Приготування
Чорний оксамит готують, змішуючи рівні частки стауту та шампанського у пивному кухлі.

### Варіант з шарами
Чорний оксамит можна також робити, наповнивши келих для шампанського наполовину ігристим вином та наливши поверх нього охолоджений стаут. Через різницю в густині рідини здебільшого залишатимуться в окремих шарах. Найкращого ефекту можна досягнути, якщо пиво наливати поверх ложки, переверненої над склянкою, щоб рідина легенько стікала стінками, а не виплескувалась на нижній шар, змішуючись з ним.

## Схожі напої
- Коли замість дорогого шампанського використовують яблучний чи грушевий сидр, то такий коктейль називають «Чорним оксамитом бідної людини», але лише якщо сидр із пивом змішались внаслідок наливання спершу стауту. Однак, якщо спочатку наливають сидр, а вже після нього через ложку стаут, то такий коктейль має назву «Чорна гадюка», оскільки яблучний і грушевий сидри мають різну з шампанським густину.
- В Німеччині версію цього змішаного напою роблять з чорним пивом та подають у пивному кухлі та називають «Бісмарк». Згідно з книгою Словник приказок та оповідок броваря (Brewer's Dictionary of Phrase and Fable) «Залізний канцлер» начебто пив цей напій галонами[3].
- Подібного ефекту досягають у коктейлі «Чорно-коричневий», який є сумішшю темного та світлого пив, хоча їх схожі густини призводять до менш чіткого розмежування шарів.
- У варіації коктейлю під назвою «Італійський оксамит» (іт. Velluto Italiano) зернову складову становить пиво La Rossa марки «Birra Moretti» (дві частки), а виноградну — просекко (одна частка).